# Lemminkäinen-Suite
Die Lemminkäinen-Suite op. 22 (auch genannt Vier Legenden oder Vier Legenden von Kalevala) ist ein Werk des finnischen Komponisten Jean Sibelius. Vier Teile wurden 1895 bis 1896 komponiert, 1896 uraufgeführt, aber erst 1954 vollständig gedruckt und erst 1956 in Deutschland vollständig gespielt.
Ursprünglich dachte Sibelius an eine mythologische Oper namens Veneen luominen („Das Bauen des Bootes“) nach dem Vorbild der Opern Richard Wagners. Sibelius beschäftigte sich sehr mit den Opern Tannhäuser, Lohengrin und Die Walküre und war anfangs auch vom Parsifal sehr beeindruckt, wie er überhaupt glaubte, er sei eigentlich Opernkomponist. Später änderten sich seine musikalischen Zielvorstellungen und er lehnte nicht nur die Kompositionstechnik Wagners ab, sondern wandte sich auch von der Oper als solcher ab. Das musikalische Material des Lemminkäinen-Themas wandelte er zu vier einzelnen Legenden um, deren Held aus dem finnischen Nationalepos Kalevala stammt.
I. Lemminkäinen und die Mädchen auf der Insel (Spieldauer ca.  17 Minuten): basiert auf dem 29. Gesang, in dem Lemminkäinen zu einer Insel fährt und dort mehrere Frauen verführt, bevor er vor der Rache der dortigen Männer fliehen muss.
II. Der Schwan von Tuonela (Spieldauer ca. 10 Minuten): basiert auf dem 14. Gesang. Es ist das populärste der vier Stücke und wird häufig auch allein gespielt. Berühmt geworden ist ein langes Solo eines Englischhorn. Gemeint ist ein mystischer Schwan, der die Toteninsel Tuonela umschwimmt. Lemminkäinen ist eigentlich beauftragt worden, den heiligen Schwan zu töten, aber er wurde von einem vergifteten Pfeil getroffen und stirbt selbst, erhält im nächsten Stück aber sein Leben zurück. Diese Legende war in der ursprünglichen Planung Sibelius’ als Ouvertüre der Oper gedacht. Sibelius arbeitete diese Musik zweimal um, zuerst 1897 und dann noch einmal 1900. Die deutsche Erstaufführung fand im Juni 1901 in Heidelberg statt.
III. Lemminkäinen in Tuonela (Spieldauer ca. 15 Minuten): basiert ebenfalls auf dem 14. und dem 15. Gesang. Lemminkäinen ist auf der Toteninsel Tuonela, um den Schwan zu töten und damit in den Besitz der Tochter von Louhi zu kommen, der Herrin des Nordlandes. Aber ein blinder Mann tötet Lemminkäinen, dessen Körper in den Fluss geworfen und zerteilt wird. Seine Mutter hört von seinem Tod, reist nach Tuonela, setzt die Körperteile ihres Sohnes wieder zusammen und gibt ihm durch Zaubersprüche und eine Salbe das Leben wieder.
IV. Lemminkäinen zieht heimwärts (Spieldauer ca. 7 Minuten): basiert auf dem 30. Gesang. Nach all seinen Abenteuern zieht Lemminkäinen zu seiner Mutter nach Hause zurück.